# CARASIL
CARASIL, Akronym für Cerebral Autosomal-Rezessive Arteriopathie mit Subcorticalen Infarkten und  Leukenzephalopathie, ist eine sehr seltene angeborene Erkrankung der kleinen Hirngefäße mit Gangstörungen, vorzeitigem Haarausfall der Kopfhaut, ischämischen Schlaganfällen, Rückenschmerzen und Demenz.
Synonyme sind: Maeda-Syndrom; Zerebrale Arteriopathie mit subkortikalen Infarkten und Leukoenzephalopathie, autosomal-rezessiv; englisch Subcortical Vascular Encephalopathy, Progressive; Cerebrovascular Disease With Thin Skin, Alopecia, And Disc Disease
Die Namensbezeichnung bezieht sich auf den Erstautoren der Erstbeschreibung aus dem Jahre 1976 durch den Japanischen Arzt S. Maeda und Mitarbeiter.
Die Erkrankung ist nicht zu verwechseln mit der autosomal-dominant vererbten, klinisch weniger ausgeprägten CADASIL.

## Verbreitung
Die Häufigkeit ist nicht bekannt. Bislang wurde über etwa 50 Betroffene, meist aus Japan und China, aber auch aus Europa berichtet.
Das männliche Geschlecht ist etwas häufiger betroffen, die Vererbung erfolgt autosomal-rezessiv.

## Ursache
Der Erkrankung liegen Mutationen im HTRA1-Gen auf Chromosom 10 Genort q26.13 zugrunde, welches für das HtrA-Serinpeptidase-1-Protein kodiert.

## Klinische Erscheinungen
Klinische Kriterien sind:
- häufig diffuse Alopezie als erstes Krankheitszeichen
- Gangstörung oft vor dem 30. Lebensjahr
- Schmerzattacken im Rücken, oft Bandscheibenvorfall, Spondylosis deformans mit Osteoporose
- bei 50 % typischer lakunärer Infarkt
- allmähliche Verschlechterung der Gehirnfunktionen, hauptsächlich Vergesslichkeit
- Pseudobulbärparalyse, Hyperreflexie, Ophthalmoplegie.

## Diagnose
Die Diagnose beruht auf den klinischen Krankheitszeichen, in der Bildgebung meist mit Magnetresonanztomographie finden sich symmetrische Hyperintensitäten in der weißen Substanz und multiple lakunäre Infarkte, meist in den Basalganglien und im Thalamus.

## Differentialdiagnose
Abzugrenzen sind:
- Subkortikale arteriosklerotische Enzephalopathie (Morbus Binswanger)
- CADASIL
- Nasu-Hakola-Krankheit
- chronisch-progrediente Multiple Sklerose
- Hereditäre diffuse Leukenzephalopathie mit axonalen Sphäroiden
- Progerie (Hutchinson-Gilford-Syndrom)
- Werner-Syndrom
- Zerebrale Vaskulitis

## Heilungsaussicht
Die Prognose ist ungünstig; die mittlere Krankheitsdauer beträgt 10 Jahre.